# رشته برشته
رشته برشته نوعی شیرینی سنتی و معروف استان مازندران است. در این نوع شیرینی برنج را خیسانده آرد می‌کنند و باآب خمیر می‌کنند. روی تشت کمی زرده تخم مرغ و کره می‌مالند و خمیر را روی تشت به شکل رشته می‌ریزند بعد سرخ می‌کنند. روی رشته به رشته پودر قند و هل کوبیده می‌ریزند.

## نگارخانه

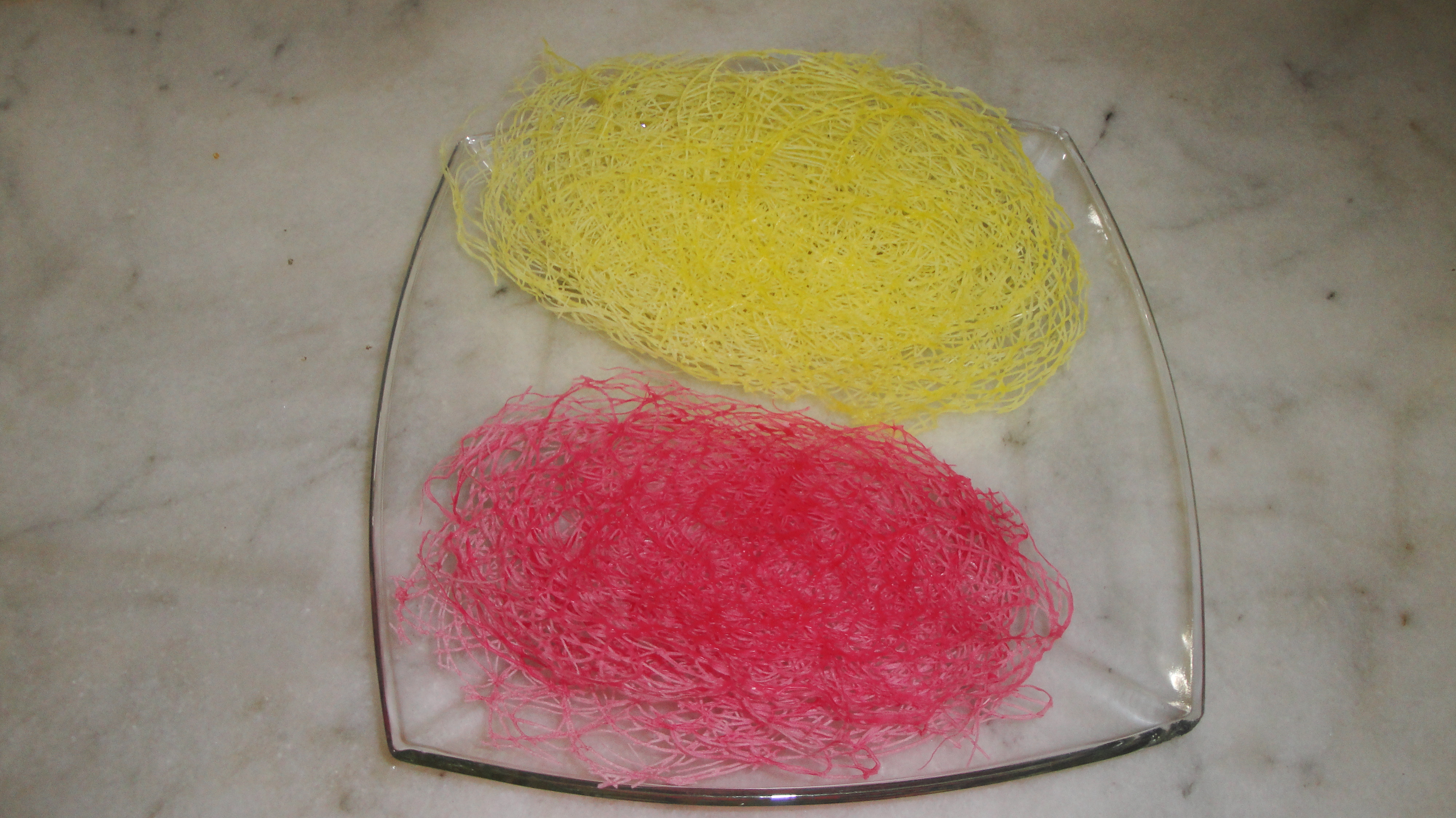
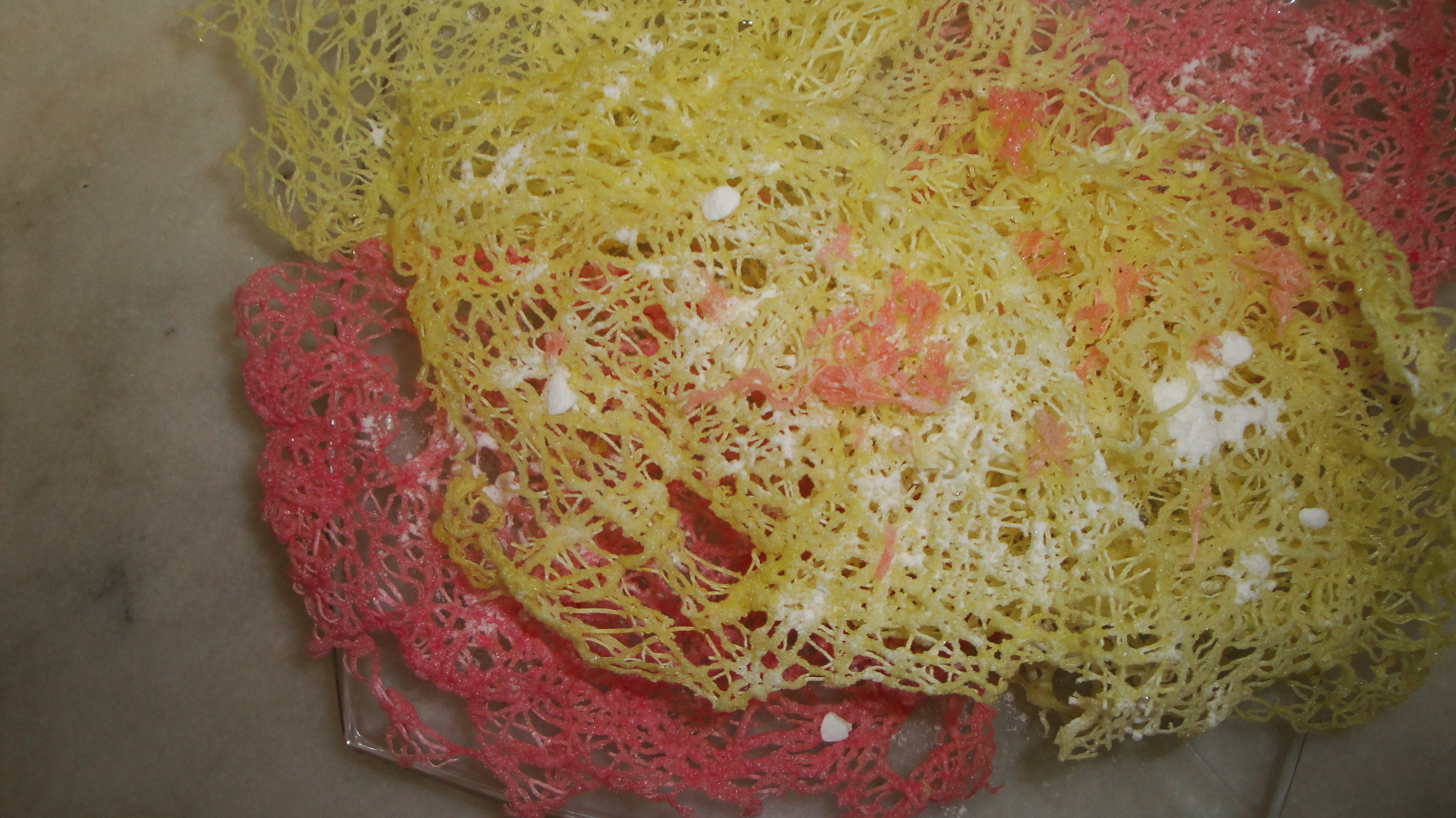